# Laelia heterogyna
Laelia heterogyna är en fjärilsart som beskrevs av George Francis Hampson 1893. Laelia heterogyna ingår i släktet Laelia och familjen tofsspinnare. Inga underarter finns listade i Catalogue of Life.